# 大橋弘枝
大橋 弘枝（おおはし ひろえ、本名同じ、1971年6月3日 - ）は、日本の俳優・演出家・ダンサー。佐賀県生まれ、栃木県小山市出身。生まれつき耳が聞こえないものの、唇から相手の話していることを理解して（読唇術）会話をすることもできる。読売演劇第七回優秀女優賞を受賞。手話を芸術的なパフォーマンスとして活動する「サイン アート プロジェクト.アジアン」代表。作新学院高等学校卒業。

## 人物
- 2005年サイン アート プロジェクト.アジアン（舞台企画プロデュース）を立ち上げた。2020年12月に幕をおろすが、15年間6作品を舞台プロデュースして大好評を得た。
- 2002年〜2004年、アメリカ留学して演劇やDANCEの勉強をする。
- 2017〜2018年、ダイアログ・イン・サイレンスのアテンドを務める。
- 2007年4月1日〜2021年12月までは「大橋ひろえ」で活躍。

## 主な作品

### TV
1999年～　　　　
- テレビ東京「ドキュメンタリー人間劇場」
- フジテレビ「奇跡体験!アンビリバボー」
- NHK「NHK]首都圏」、「NHKニュースおはよう日本」、「NHKみんなの手話」他
- テレビ東京「レディス4」
- テレビ朝日「ニュースステーション」
- ローカルテレビ出演 多数

2010年〜
- 2013年 NHK「ひるまえほっと」、NHK「みんなの手話ニュース」
- 2014年 NHK「バリバラ」
- 2015年 NHK「おはよう日本」、「みんなの手話」､「手話ニュース」､「ひるまえほっと」
- 2017年 日本テレビ「第94回欽ちゃん＆香取慎吾の全日本仮装大賞」（視聴者投票第3位）
- 2019年 NHK「生きづらさを抱える人たちの物語」（ドキュメンタリー）

### ネット
- 2021年 音のない世界を知る10分「You are Art[3]」（映像作家：伊藤詩織）

### 舞台／演劇
- 1999年 「小さき神のつくりし子ら」（俳優座劇場プロデュース）
- 2001年 「小さき神のつくりし子ら」（俳優座劇場プロデュース）
- 2004年 ミュージカル「ウエストサイド物語」（WE）
- 2006年 サインミュージカル「Call Me Hero!」中野・大阪・横浜（サイン アート プロジェクト.アジアン）
- 2007年 サインミュージカル「Call Me Hero!」府中・長野県・亀有（サイン アート プロジェクト.アジアン）
- 2008年 サインミュージカル「Call Me Hero!」栃木県（サイン アート プロジェクト.アジアン）
- 2008年 「ちいさき神の、つくりし子ら」（プレタポルテ）
- 2009年 「とりあえずBar」（主催：とりあえず 脚本／演出／出演）
- 2009年 「The Vagina Monologues（ヴァギナ・モノローグス）」（サイン アート プロジェクト.アジアン）
- 2010年 「とりあえず病院」（主催：とりあえず 脚本／演出／出演）
- 2010年 「ウンジュよ」（主催：大場久美子）
- 2011年 サインミュージカル「Call Me Hero!〜もう声なんかいらないと思った」（サイン アート プロジェクト.アジアン）
- 2011年 「したごころ,あの手話版」（出演）
- 2011年 「ロミオとジュリエット」（演出：ジェニー・シーレイ）
- 2012年 ミュージカル「女子高生チヨ」（アトリエダンカン）
- 2013年 「目で聴いた,あの夏」(サイン アート プロジェクト.アジアン)
- 2013年 「名もなく貧しくもなく美しくもない〜最強じゃない二人〜」（WAHAHA本舗PRESENTS）
- 2014年 「里亞王(リア）」(共同企画,出演)
- 2014年 「名もなく貧しくもなく美しくもない〜最強じゃない二人〜」（改訂版）（WAHAHA本舗PRESENTS）
- 2015年 「残夏-1945-」（サイン アート プロジェクト.アジアン）
- 2015年 「結婚適応者じゃない2人」（WAHAHA本舗PRESENTS）
- 2016年 「おばさんはつらいよ〜世界を救う2人から」（WAHAHA本舗PRESENTS）
- 2017年 再演「残夏-1945-」（サイン アート プロジェクト.アジアン）
- 2017年 ロックミュージカル「夏の夜の夢」（サイン アート プロジェクト.アジアン）
- 2019年 「生きづらさを抱える人たちの物語」（演出：ピン・チョン）
- 2021年 「名もなく貧しくもなく美しくもない〜最強じゃない二人〜」（改訂版）（WAHAHA本舗PRESENTS）オンライン
- 2021年 まぜこぜ一座「月夜のからくりハウス　渋谷の巻」（東ちづる&Get in touch）
- 2021年 「テンペスト～はじめて海を泳ぐには～」（日・英・バングラデシュ 3か国共同事業／出演＆演出）
- 2021年 まぜこぜ一座「月夜のからくりハウス　渋谷の巻」（東ちづる&Get in touch）再演

### 映画
- 1999年 こぶしプロダクション「アイ・ラブ・ユー」
- 2000年 東映映画製作 人権教育啓発推進センター「風のひびき」
- 2008年 「あぜみちジャンピンッ！」（手話監修）
- 2021年「MAZEKOZEアイランドツアー」（東ちづる&Get in touch）
- 2024年公開予定「まぜこぜ一座殺人事件」[4]

### 書籍
- 「もう声なんかいらないと思った」（出窓社／2004年）ISBN 978-4931178496

### 漫画
- おおにし真作画「もう声なんかいらないと思った」（講談社 『BE・LOVE パフェ 』2005年[5]）
- 「もう声なんかいらないと思った」（ぶんか社『涙がこぼれたあの一言』１月号）